# Xilingol
Xilingol är ett mongoliskt förbund (ajmag) i Inre Mongoliet i Kina. I nordväst har förbundet har en lång landgräns med Mongoliet och gränsar till de mongoliska provinserna Dornod, Süchbaatar och Dornogobi.

## Historia
Området erövrades av manchuerna under 1620-talet och blev ett av de sex förbunden i Inre Mongoliet under Qingdynastin.
1928 omorganiserades Xilingol till provinsen Chahar, som i sin tur införlivades i den japanska lydstaten Mengjiang 1936. Efter andra världskrigets slut återlämnades området till Kina och 1947 ingick det i den autonoma regionen Inre Mongoliet som blev en del av Folkrepubliken Kina 1949.
Xinlingol var länge det område i Inre Mongoliet var minst påverkad av kinesisk invandring, men har idag en hankinesisk befolkningsmajoritet.

## Administrativ indelning
Xilingol har en yta som är något mindre än Belarus. Det är indelat i två städer på häradsnivå, ett härad och nio mongoliska baner:
- Staden Xilinhot (锡林浩特市), 15 758 km², 150 000 invånare;
- Staden Erenhot (二连浩特市), 450 km², 20 000 invånare;
- Häradet Duolun (多伦县), 3 773 km², 100 000 invånare, huvudort: köpingen Dolon Nur (多伦淖尔镇);
- Abag-baneret (阿巴嘎旗), 27 495 km², cirka 40 000 invånare, huvudort är köpingen Biligtai (别力古台镇);
- Vänstra Söned-baneret (苏尼特左旗), 33 469 km², cirka 30 000 invånare, huvudort är köpingen Mandalt (满都拉图镇);
- Högra Söned-baneret (苏尼特右旗), 26 700 km², cirka 70 000 invånare, huvudort är köpingen Saihan Tal (赛汉塔拉镇);
- Östra Ujimqin-baneret (东乌珠穆沁旗), 47 554 km², cirka 70 000 invånare, huvudort är köpingen Ulyastai (乌里雅斯太镇);
- Västra Ujimqin-baneret (西乌珠穆沁旗), 22 960 km², cirka 70 000 invånare, huvudort är köpingen Balgar Gol (巴拉嘎尔高勒镇);
- Taibus-baneret (太仆寺旗), 3 415 km², cirka 200 000 invånare, huvudort är köpingen Baochang (宝昌镇);
- Xianghuang-baneret (镶黄旗 = Den kantade gula fanan), 4 960 km², cirka 30 000 invånare, huvudort är köpingen Xin Bulag (新宝拉格镇);
- Zhengxiangbai-baneret (正镶白旗 = Den rena vita fanan), 6 083 km², cirka 70 000 invånare, huvudort är köpingen Mingantu (明安图镇);
- Zhenglan-baneret (正蓝旗 = Den rena blåa fanan), 9 963 km², cirka 80 000 invånare, huvudort är köpingen Shangdu (上都镇).